# Вали (Фрозиноне)
Вали је насеље у Италији у округу Фрозиноне, региону Лацио.
Према процени из 2011. у насељу је живело 105 становника. Насеље се налази на надморској висини од 92 м.